# Warschau
Albums de Marduk
Deathmarch
(2004) Rom 5:12
(2007)
Warschau est le troisième album live du groupe de black metal suédois Marduk. L'album est sorti le 23 janvier 2006 sous le label Regain Records.
Selon les propos des membres du groupe, cet album live est sorti « pour commémorer les quinze ans de Marduk ».
Warschau est le nom allemand de la capitale polonaise, Varsovie.
Une édition limitée de l'album contient en plus un DVD avec d'autres titres live. Elle est sortie quelques mois plus tard, le 17 juillet 2006.
On peut remarquer qu'à l'arrière de la pochette du CD deux titres sont écrits de façon incorrecte : The Hangman of Prague est écrit « The Hangman of Prauge » et Slay the Nazarene est écrit « Slay the Nazarine ».

## Musiciens
- Mortuus – chant
- Morgan Steinmeyer Håkansson – guitare
- Magnus « Devo » Andersson – basse
- Emil Dragutinovic – batterie

## Liste des morceaux
1. The Hangman of Prague – 3:54
2. Seven Angels, Seven Trumpets – 2:41
3. Slay the Nazarene – 3:37
4. Azrael – 3:03
5. Burn My Coffin – 5:23
6. Panzer Division Marduk – 2:25
7. Blutrache – 5:25
8. Bleached Bones – 4:53
9. The Black... – 3:22
10. Steel Inferno – 2:28
11. On Darkened Wings – 4:22
12. With Satan and Victorious Weapons – 3:41
13. Throne of Rats – 3:14
14. To the Death's Head True – 3:24
15. Sulphur Souls – 5:53
16. Warschau – 4:54
17. Wolves – 5:42

### Titres du DVD bonus
1. The Hangman of Prague
2. Perish in Flames
3. Burn My Coffin
4. With Satan and Victorious Weapons
5. Warschau
6. Wolves